# Rodolfo Hurtado Ugarte
Rodolfo Hurtado Ugarte (Santiago, 1833 - 1899), fue un abogado y político conservador chileno. Hijo de Manuel Hurtado de Mendoza y Fuenzalida y Margarita Ugarte y Ramírez. 
Educado en el Colegio San Ignacio y en la Universidad de Chile, donde se graduó de abogado en 1855. Ejerció su profesión en Santiago.
Miembro del Partido Conservador. Fue elegido Senador suplente por Aconcagua (1882-1888), pero nunca llegó a incorporarse en dicho período.
Elegido Senador suplente por Aconcagua (1888-1894), le correspondió asumir en agosto de 1888, tras el fallecimiento del titular Miguel Elizalde Jiménez, quien falleció en abril del mismo año. En este período legislativo formó parte de la comisión permanente de Educación y Beneficencia.